# Kreis Lüben

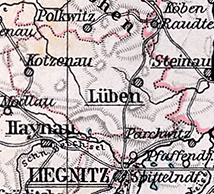
Kreis Lüben, 1905

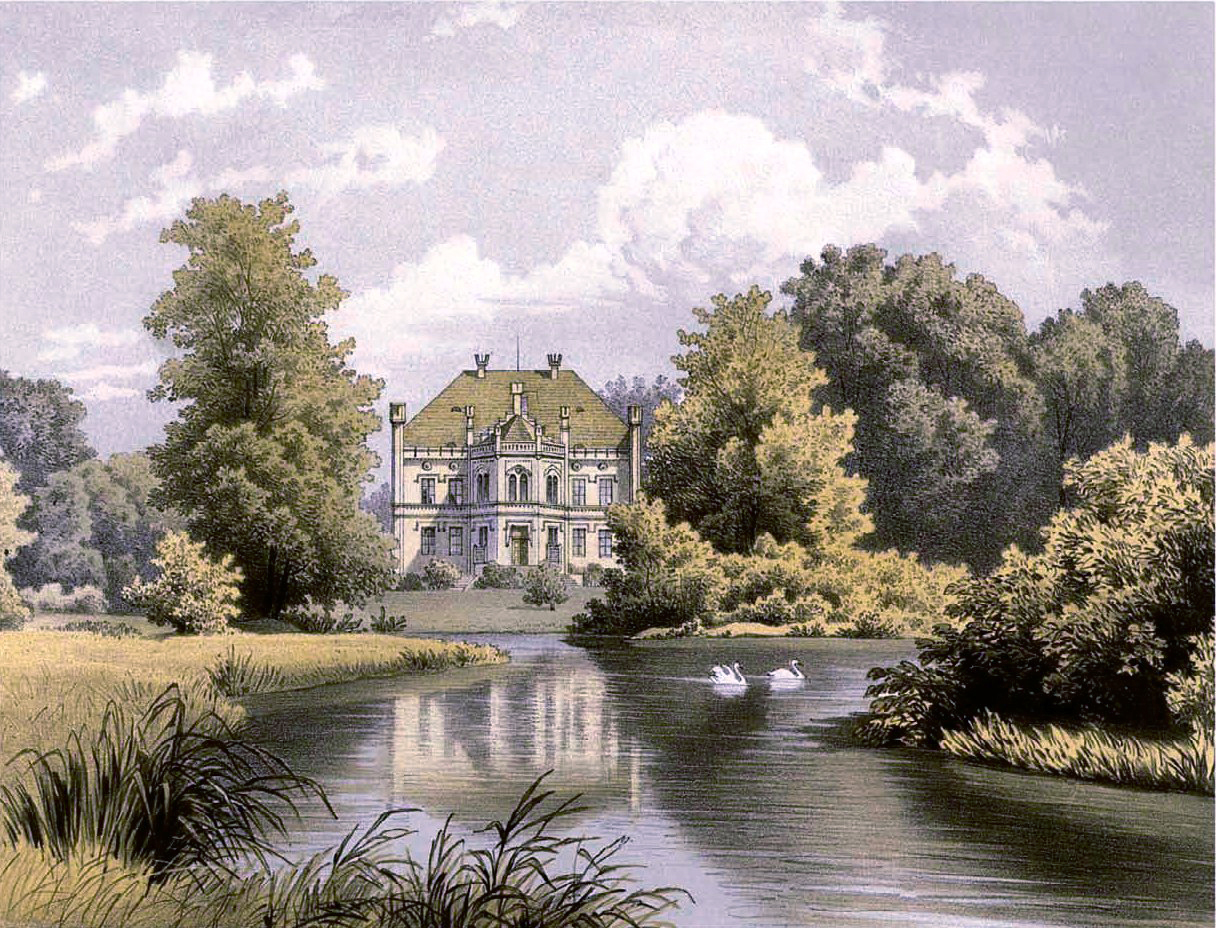
Rittergut Kaltwasser um 1875/77, Sammlung Alexander Duncker

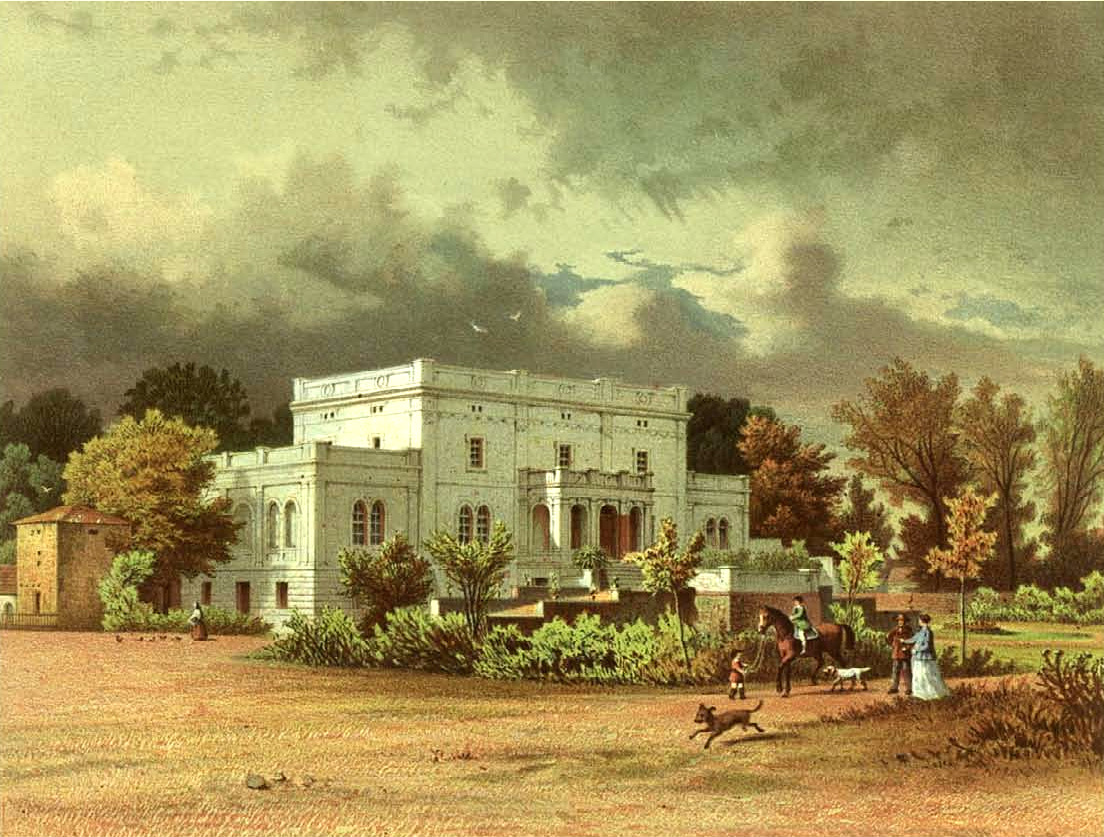
Rittergut Dittersbach um 1866/67, Sammlung Alexander Duncker

Der Kreis Lüben war ein preußischer Landkreis in Schlesien, der von 1742 bis 1945 bestand. Das Landratsamt war in Lüben. Das ehemalige Kreisgebiet gehört heute zur polnischen Woiwodschaft Niederschlesien.

## Verwaltungsgeschichte

### Königreich Preußen
Nach der Eroberung des größten Teils von Schlesien durch Preußen im Jahre 1741 wurden durch die königliche Kabinettsorder vom 25. November 1741 in Niederschlesien die preußischen Verwaltungsstrukturen eingeführt. Dazu gehörte die Einrichtung zweier Kriegs- und Domänenkammern in Breslau und Glogau sowie deren Gliederung in Kreise und die Einsetzung von Landräten zum 1. Januar 1742.
Im Fürstentum Liegnitz wurden aus den drei bestehenden alten schlesischen Weichbildern Goldberg-Haynau, Liegnitz und Lüben preußische Kreise gebildet. Als erster Landrat des Kreises Lüben wurde Ludwig Conrad von Schweinitz eingesetzt. Der Kreis unterstand der Kriegs- und Domänenkammer Glogau, aus der im Zuge der Stein-Hardenbergischen Reformen 1815 der Regierungsbezirk Liegnitz der Provinz Schlesien hervorging.
Bei der Kreisreform im benachbarten Regierungsbezirk Breslau vom 1. Januar 1818 wurden die Dörfer Herrndorf, Merschwitz und Polack aus dem Kreis Steinau in den Kreis Lüben umgegliedert. Am 1. Mai 1818 wurde das Landratsamt nach Schwarzau bei Lüben verlegt.
Bei der Kreisreform vom 1. Januar 1820 im Regierungsbezirk Liegnitz erhielt der Kreis Lüben
- vom Kreis Bunzlau das Dorf Jakobsdorf
- vom Kreis Glogau die Dörfer Böcken, Eisemost, Friedrichswalde, Gühlichen, Heinzendorf, Herbersdorf, Neudorf, Neuguth, Nieder Gläsersdorf, Ober Gläsersdorf, Parchau und Petersdorf
- vom Kreis Goldberg-Haynau die Dörfer Buchwald und Fuchsmühl sowie
- vom Kreis Sprottau das Dorf Wengeln.

Der Kreis Lüben gab seinerseits die Dörfer Bienowitz, Briese, Grünthal, Herrndorf, Hummel, Kuchelberg, Merschwitz, Mittel Langenwaldau, Nieder Langenwaldau, Ober Langenwaldau, Panthen, Pfaffendorf, Pohlschildern, Rüstern, Schönborn, Sechshufen-Langenwaldau, Schwarzvorwerk, Thiergarten und Töpferberg an den Kreis Liegnitz ab. Der Landrat erhielt seinen Sitz wieder in Lüben.

### Norddeutscher Bund/Deutsches Reich
Zum 8. November 1919 wurde die Provinz Schlesien aufgelöst. Aus den Regierungsbezirken Breslau und Liegnitz wurde die neue Provinz Niederschlesien gebildet. Zum 30. September 1928 fand im Kreis Lüben entsprechend der Entwicklung im übrigen Freistaat Preußen eine Gebietsreform statt, bei der fast alle Gutsbezirke aufgelöst und benachbarten Landgemeinden zugeteilt wurden. Zum 1. Oktober 1932 traten die Stadt Raudten sowie die Landgemeinden Alt Raudten, Brodelwitz, Gaffron, Queissen, Mlitsch, Ober Dammer, Töschwitz und Zedlitz aus dem aufgelösten Kreis Steinau zum Kreis Lüben.
Am 1. April 1938 wurden die preußischen Provinzen Niederschlesien und Oberschlesien zur Provinz Schlesien zusammengeschlossen. Zum 18. Januar 1941 wurde die Provinz Schlesien aufgelöst. Aus den Regierungsbezirken Breslau und Liegnitz wurde die neue Provinz Niederschlesien gebildet.
Im Frühjahr 1945 wurde das Kreisgebiet von der Roten Armee besetzt. Im Sommer 1945 wurde das Kreisgebiet von der sowjetischen Besatzungsmacht gemäß dem Potsdamer Abkommen unter polnische Verwaltung gestellt. Im Kreisgebiet begann daraufhin der Zuzug polnischer Zivilisten, die zum Teil aus den an die Sowjetunion gefallenen Gebieten östlich der Curzon-Linie kamen. In der Folgezeit wurde die deutsche Bevölkerung größtenteils aus dem Kreisgebiet vertrieben.

## Einwohnerentwicklung
| Jahr | Einwohner | Quelle |
| ---- | --------- | ------ |
| 1795 | 22.395    | [ 10 ] |
| 1819 | 21.734    | [ 11 ] |
| 1846 | 31.821    | [ 12 ] |
| 1871 | 33.277    | [ 13 ] |
| 1885 | 33.630    | [ 14 ] |
| 1900 | 31.584    | [ 15 ] |
| 1910 | 33.067    | [ 15 ] |
| 1925 | 33.991    | [ 16 ] |
| 1939 | 38.742    | [ 16 ] |

## Landräte
1742–175400Ludwig Conrad von Schweinitz
1754–175900von Tschammer
1759–176300Hans Friedrich Gottlob von Kreckwitz
1764–179500Heinrich Ferdinand Wilhelm von Nickisch und Roseneck
1795–180000Carl George Friedrich von Seidl
1800–182100Ernst Heinrich Gottlieb von Nickisch und Roseneck
1821–182800Sigismund von Nickisch
1828–184000Sigismund von Schweinitz, auf Klein-Krichen, Landesältester
1840–184200von Schmettau (kommissarisch)
1842–186600Julius Bieß
1866–187600Julius von Rother (1834–1899)
1876–188600Ernst Louis von Uechtritz und Steinkirch (1820–1891)
1886–189900Johann von Dallwitz (1855–1919)
1899–190600Georg von Tschammer und Quaritz
1906–191500Wilhelm von Lieres und Wilkau (1874–1948)
19150000000Walter vom Hove (1881–1932) (vertretungsweise)
1915–191900von Lucke
1919–193300Hermann von Stosch
1933–194200August Pfeiffer
19420000000Möllenhoff (vertretungsweise)
19430000000Pawlowski (auftragsweise)
1943–194500Friedrich Bourwieg

## Kommunalverfassung
Der Kreis Lüben gliederte sich seit dem 19. Jahrhundert in die Städte Kotzenau und Lüben, in Landgemeinden und Gutsbezirke. Mit Einführung des preußischen Gemeindeverfassungsgesetzes vom 15. Dezember 1933 gab es ab dem 1. Januar 1934 eine einheitliche Kommunalverfassung für alle preußischen Gemeinden. Mit Einführung der Deutschen Gemeindeordnung vom 30. Januar 1935 trat zum 1. April 1935 im Deutschen Reich eine einheitliche Kommunalverfassung in Kraft, wonach die bisherigen Landgemeinden nun als Gemeinden bezeichnet wurden. Eine neue Kreisverfassung wurde nicht mehr geschaffen; es galt weiterhin die Kreisordnung für die Provinzen Ost- und Westpreußen, Brandenburg, Pommern, Schlesien und Sachsen vom 19. März 1881.

## Gemeinden
Der Kreis Lüben umfasste zuletzt drei Städte und 58 Landgemeinden:
| - Alt Raudten - Barschau - Brauchitschdorf - Braunau - Brodelwitz - Buchwald - Buchwäldchen - Eisemost - Fauljoppe - Friedrichswalde - Fuchsmühl - Gaffron - Gläsersdorf - Groß Heinzendorf - Groß Kotzenau - Groß Krichen | - Groß Rinnersdorf - Gugelwitz - Herbersdorf - Herzogswaldau - Jakobsdorf - Jauschwitz - Kaltwasser - Klaptau - Klein Krichen - Kniegnitz - Koslitz - Kotzenau, Stadt - Kriegheide - Krummlinde - Lerchenborn - Lüben, Stadt | - Mallmitz - Michelsdorf - Mlitsch - Muckendorf - Mühlrädlitz - Neudorf - Neuhammer - Neurode - Ober Dammer - Ober Gläsersdorf - Oberau - Ossig - Parchau - Petersdorf - Petschkendorf - Pilgramsdorf | - Polach - Queißen - Raudten, Stadt - Reichen - Sabitz - Schwarzau - Seebnitz - Spröttchen - Talbendorf - Töschwitz - Würtsch-Helle - Zedlitz - Ziebendorf |

Zum Kreis gehörte außerdem der unbewohnte Forstgutsbezirk Klein Kotzenau. Bis 1938 verloren die folgenden Gemeinden ihre Eigenständigkeit:
| - Altstadt, am 21. September 1922 zu Lüben - Dittersbach, am 30. September 1928 zu Herzogswaldau - Guhlau, am 5. November 1923 zu Lüben - Gühlichen, am 1. August 1923 zu Lüben - Hummel, am 30. September 1928 zu Gläsersdorf - Klein Rinnersdorf, am 1. April 1938 zu Eisemost - Lübenwalde, am 1. April 1938 zu Ober Gläsersdorf - Neuguth, am 1. April 1938 zu Groß Heinzendorf - Nieder Gläsersdorf, am 30. September 1928 zu Gläsersdorf - Samitz, am 1. April 1923 zu Lüben - Wengeln, am 1. April 1928 zu Jakobsdorf |